# Michael L. Printz Award
Der Michael L. Printz Award ist ein jährlicher US-amerikanischer Literaturpreis, der seit 2000 von der Young Adult Library Services Association, einer Untergruppe der American Library Association, vergeben wird. Der Preis ist nach dem aus Topeka stammenden Schulbibliothekar Mike Printz benannt.
Jährlich werden ein Hauptpreis (Printz Medal) und mehrere Ehrenauszeichnungen (Printz Honor) an Autoren herausragender Jugendbücher verliehen.
Von 1922 bis zur Einführung des Preises im Jahr 2000 deckte die Newbery Medal neben Kinderbüchern auch solche für Jugendliche ab.

## Preisträger
- 2000 Walter Dean Myers, Monster (dt. Monster! Monster?)
  - Honor Books: David Almond, Skellig (dt. Zeit des Mondes); Laurie Halse Anderson, Speak; Ellen Wittinger, Hard Love
- 2001 David Almond, Kit's Wilderness (dt. Zwischen gestern und morgen)
  - Honor Books: Carolyn Coman, Many Stones; The Body of Christopher Creed, Carol Plum-Ucci; Louise Rennison, Angus, Thongs, and Full Frontal Snogging: Confessions of Georgia Nicolson; Terry Trueman, Stuck in Neutral
- 2002 An Na, A Step From Heaven (dt. Im Himmel spricht man Englisch)
  - Honor Books: Peter Dickinson, The Ropemaker; Jan Greenberg Abrams, Heart to Heart: New Poems Inspired by Twentieth-Century American Art; Chris Lynch, Freewill; Virginia Euwer Wolff, True Believer (dt. Fest dran glauben)
- 2003 Aidan Chambers, Postcards from No Man's Land (dt. Nachricht aus dem Niemandsland)
  - Honor Books: Nancy Farmer, The House of the Scorpion (dt. Das Skorpionenhaus); Garret Freymann-Weyr, My Heartbeat; Jack Gantos, Hole in My Life
- 2004 Angela Johnson, The First Part Last
  - Honor Books: Jennifer Donnelly, A Northern Light (dt. Das Licht des Nordens); Helen Frost, Keesha’s House; K.L. Going, Fat Kid Rules the World; Carolyn Mackler, The Earth, My Butt, and Other Big Round Things
- 2005 Meg Rosoff, How I Live Now (dt. So lebe ich jetzt)
  - Honor Books: Kenneth Oppel, Airborn (dt. Wolkenpanther); Allan Stratton, Chanda’s Secrets (dt. Worüber keiner spricht); Gary D. Schmidt, Lizzie Bright and the Buckminster Boy
- 2006 John Green, Looking for Alaska (dt. Eine wie Alaska)
  - Honor Books: Margo Lanagan, Black Juice; Markus Zusak, I Am the Messenger (dt. Der Joker); Elizabeth Partridge, John Lennon: All I Want Is the Truth, a Photographic Biography; Marilyn Nelson, A Wreath for Emmett Till
- 2007 Gene Luen Yang, American Born Chinese
  - Honor Books: M.T. Anderson, The Astonishing Life of Octavian Nothing, Traitor to the Nation; v. 1: The Pox Party; John Green, An Abundance of Katherines, (dt. Die erste Liebe [nach 19 vergeblichen Versuchen]); Sonya Hartnett, Surrender; Markus Zusak, The Book Thief (dt. Die Bücherdiebin)
- 2008 Geraldine McCaughrean, The White Darkness (dt. Weiße Finsternis)
  - Honor Books: Elizabeth Knox, Dreamquake: Book Two of the Dreamhunter Duet; Judith Clarke, One Whole and Perfect Day; A. M. Jenkins, Repossessed; Stephanie Hemphill, Your Own, Sylvia: A Verse Portrait of Sylvia Plath
- 2009 Melina Marchetta, Jellicoe Road
  - Honor Books: Matthew Tobin Anderson, The Astonishing Life of Octavian Nothing, Traitor to the Nation, Vol. 2: The Kingdom on the Waves; E. Lockhart, The Disreputable History of Frankie Landau-Banks; Terry Pratchett, Nation (dt. Eine Insel)
- 2010 Libba Bray, Going Bovine (dt. Ohne. Ende. Leben)
  - Honor Books: Deborah Heiligman, Charles and Emma: The Darwins’ Leap of Faith; Rick Yancey, The Monstrumologist; Adam Rapp, Punkzilla; John Barnes, Tales of the Madman Underground: An Historical Romance, 1973
- 2011 Paolo Bacigalupi, Ship Breaker (dt. Schiffsdiebe)
  - Honor Books: Lucy Christopher, Stolen (dt. Ich wünschte, ich könnte dich hassen); A.S. King, Please Ignore Vera Dietz; Marcus Sedgwick, Revolver; Janne Teller, Nothing (dt. Nichts)
- 2012 John Corey Whaley, Where Things Come Back
- 2013 Nick Lake, In Darkness
- 2014 Marcus Sedgwick, Midwinterblood (dt. Sieben Monde)
- 2015 Jandy Nelson, I’ll Give You the Sun
- 2016 Laura Ruby, Bone Gap
- 2017 John Lewis, Andrew Aydin, Nate Powell, March: Book Three
- 2018 Nina LaCour, We Are Okay
  - Honor Books (Auswahl): Angie Thomas, The Hate U Give
- 2019 Elizabeth Acevedo, The Poet X
- 2020 A. S. King, Dig.
  - Honor Books (Auswahl): Geraldine McCaughrean, Where the World Ends
- 2021 Daniel Nayeri, Everything Sad Is Untrue (a true story)
  - Honor Books (Auswahl): Gene Luen Yang, Dragon Hoops (kolor. von Lark Pien)
- 2022 Angeline Boulley, Firekeeper’s Daughter